# Batavernas trohetsed

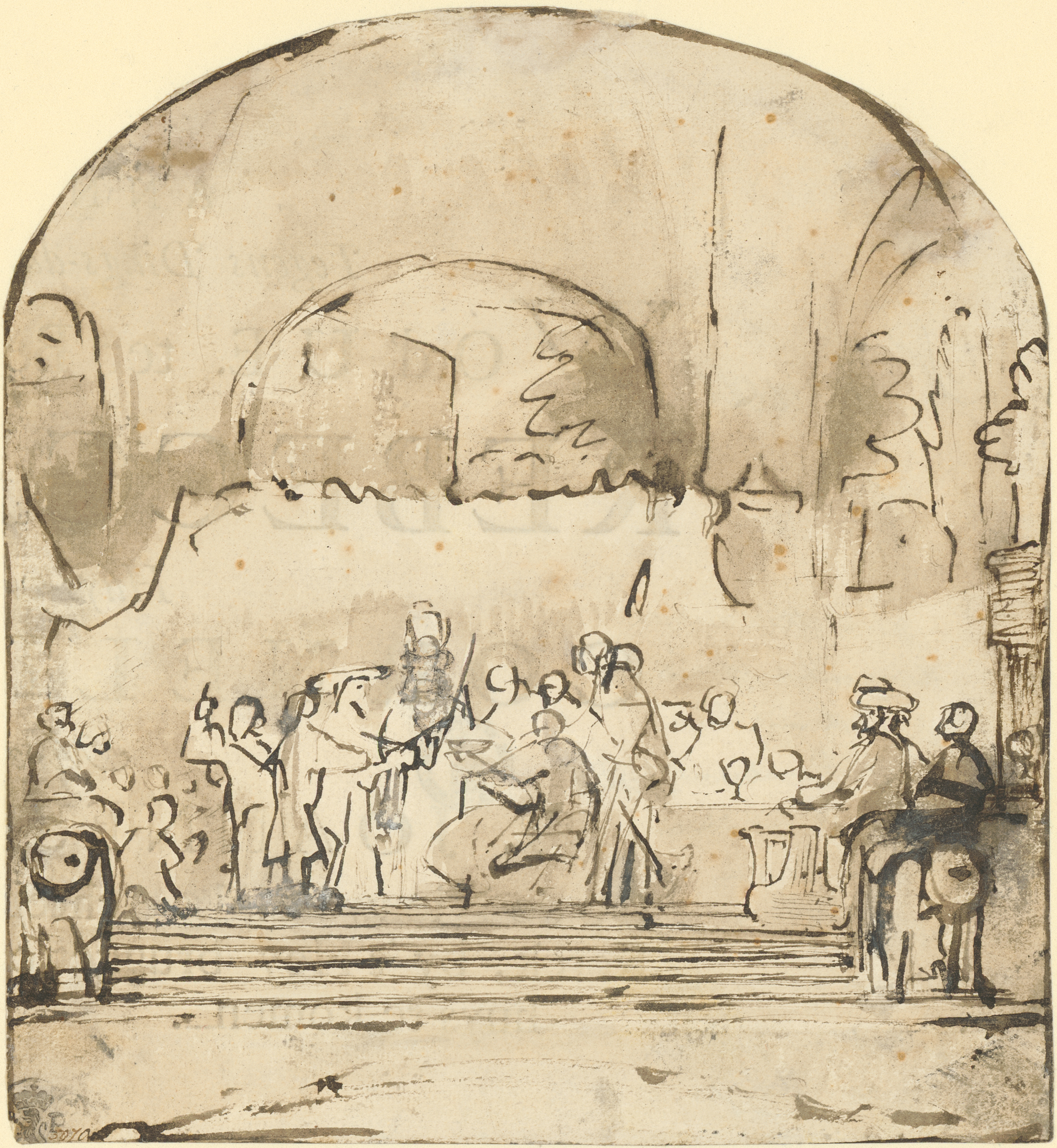
Rembrandts skiss till den ursprungliga målningen.

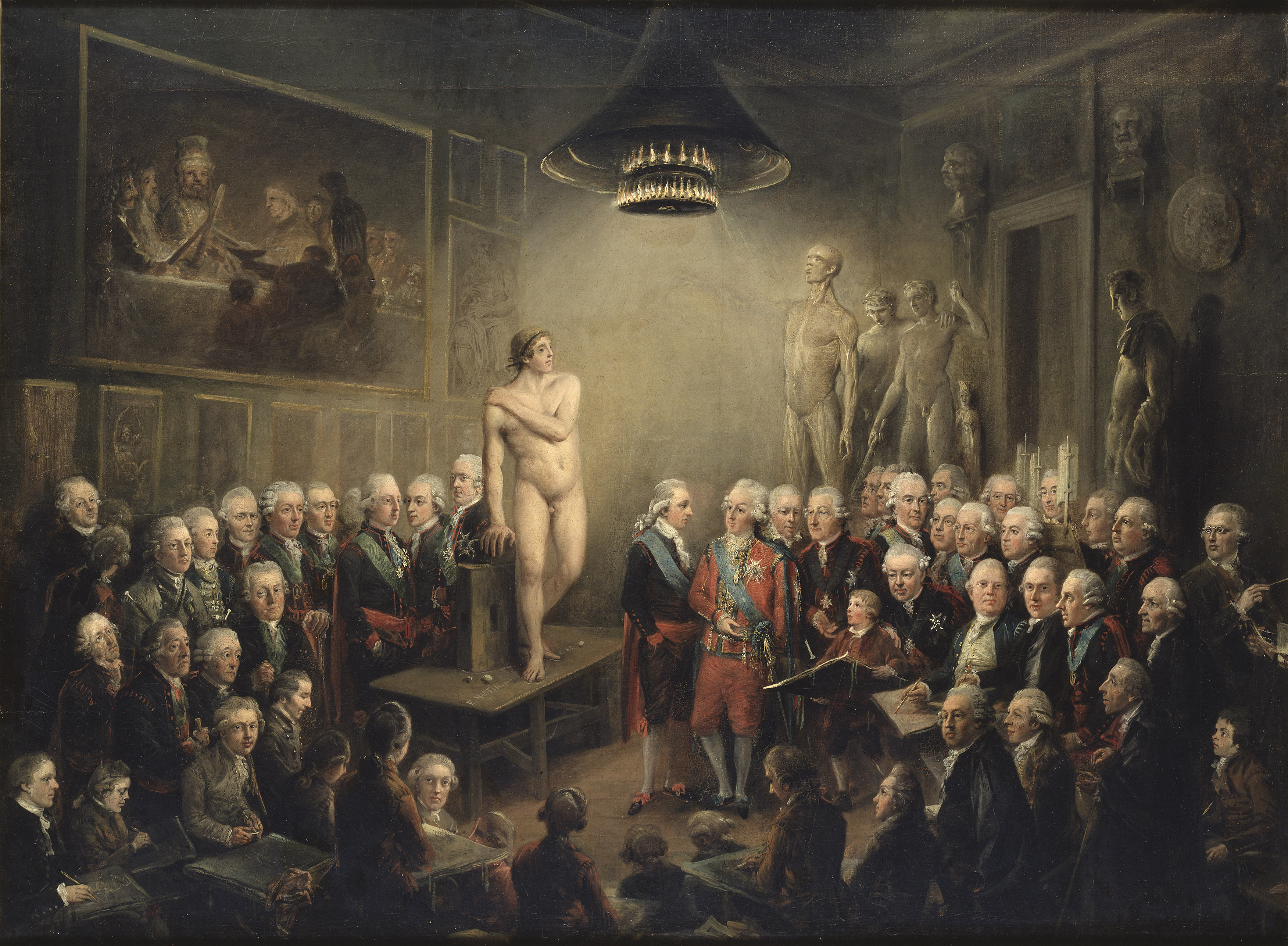
Gustav III inspekterar tavlan på Konstakademien.

Batavernas trohetsed till Claudius Civilis är en oljemålning utförd av Rembrandt 1661–1662. Tavlan framställer ögonblicket då bataverna svär en trohetsed om uppror mot Rom till sin rebelledare Gaius Julius Civilis. Målningen var 5,5 x 5,5 meter innan Rembrandt själv skar ut det centrala partiet, vilket är den enda kända bevarade delen av målningen.  

## Tillkomst
Målningen utfördes på beställning för att placeras i det nybyggda stadshuset i Amsterdam, vilket blev färdigt 1655 och nu är det kungliga slottet. Motivet skulle vara batavernas uppror mot Romarriket år 69, vilket alluderade på holländarnas frihetskamp mot det spanska väldet. År 1659 fick Rembrandts tidigare elev Govert Flinck uppdraget att måla tavlor för alla stora ytor enligt ett program som gjorts av poeten Joost van den Vondel. Flink dog emellertid redan 1660 innan han slutfört någon målning, varefter uppdraget delades upp av borgmästarna Joan Huydecoper och Andries de Graeff mellan ett antal målare, bland andra Jacob Jordaens, Jan Lievens och Rembrandt. Konstnärerna försågs med tavelduk. Rembrandt fick i uppdrag att göra en scen med Tacitus, en av åtta som berörde batavernas uppror enligt det ursprungliga programmet.
Edsvärandet var en av Rembrandt påhittad scen, där betraktaren ser ett svärd utan någon som håller i det. Tidigare avbildningar av trohetseden visar handskakningar, till exempel Antonio Tempestas gravyr från 1612, en av 36 illustrationer för Otto van Veens bok Batavorum cum Romanis bellum om upproret. Det finns en bevarad skiss till hela målningen, på baksidan av en begravningsinbjudan från oktober 1661. Den visar att han överfört trohetsedsscenen från Tacitus heliga dunge till en stor sal med valv och öppna arkader.
Efter det att målningen var färdig, vilket var i juli 1662, hängdes tavlan på plats under en kort tid innan den lämnades i retur till Rembrandt av inte helt klarlagda orsaker. Det har antagits att skälen varit att tavlan brustit i respekt för motivet, brist på slutförande av detaljer och en avsaknad av heroisk ansats i målningen.

## Proveniens
Målningen såldes 1734 på en auktion i Amsterdam till köpmannen Nikolaas Kohl. Under 1760-talet kom målningen till Sverige som arvegods efter Nikolaas Kohls änka Sophia Grill. Målningen deponerades omkring 1780 i Konstakademien och skänktes senare, år 1798, till Akademien genom änkefru Anna Johanna Peill, född Grill, till minne av maken, bankmannen och delägaren i Grillska handelshuset Henrik Wilhelm Peill. År 1769 utförde Louis Masreliez en altartavla för Romfartuna kyrka, som ger ett intryck av att ha influerats av Rembrandts målning Batavernas trohetsed.
Fru Anna Johanna Peill var enda dotter till den förmögne köpmannen och bruksidkaren Claes Grill (1705–1767). Paret Peill var barnlöst och bodde huvudsakligen i Stockholm, men också på Österby Bruk. Anna Johanna ärvde sannolikt Rembrandts Batavernas trohetsed efter föräldrarna. Hon drabbades som nybliven änka hårt av det Grillska handelshusets konkurs 1799–1800 och dog i praktiken utan några större tillgångar. Donationen år 1798 får därför anses synnerligen väl motiverad. Batavernas trohetsed kan för övrigt ses hängande i bakgrunden på en målning av Elias Martin från 1782 som skildrar ett besök på Konstakademien av kung Gustav III. Kungen begärde att få låna tavlan för att kunna ha den i sitt konstgalleri i Kungliga slottet. Peills gick med på detta.
Målningen renoverades vid denna tid av konservatorn Erik Hallblad. Denne hade lärt eller utvecklat en metod för att överföra en oljemålning från en duk till en annan, och överförde på så sätt Rembrandts målning till en ny duk. Vissa skador tycks ha skett och det har diskuterats om det extra svärdet har tillkommit av Hallblad för att dölja dessa. 
Målningen ägs idag av Konstakademien, men har sedan 1864 deponerats hos Nationalmuseum i Stockholm. Under Nationalmuseums ombyggnad 2016–2018 har den varit utlånad till National Gallery i London, Rijksmuseum i Amsterdam och Göteborgs konstmuseum.